# Rogelio Benavides Pintos
Rogelio Benavides Pintos (Acapulco de Juárez, 22 de mayo de 1970) es un político, politólogo, servidor público y operador de campañas mexicano, reconocido por haber ocupado cargos como Secretario de Administración del estado de Nuevo León, Delegado Federal de la Secretaría de Gobernación de Nuevo León, Regidor por el Partido del Trabajo en el ayuntamiento de Guadalupe, Nuevo León y Jefe de Asesores del Gobernador del estado de Tamaulipas. Como asesor u operador ha trabajado con políticos como Andrés Manuel López Obrador, Jaime Rodríguez Calderón, Francisco García Cabeza de Vaca, Mauricio Fernández Garza y Manuel Camacho Solís, entre otros.

## Biografía

### Primeros años y estudios
Benavides Pintos nació en el municipio de Acapulco de Juárez en el estado de Guerrero, en 1970, hijo de Rogelio Benavides Chapa, político mexicano reconocido por haber sido presidente municipal de Guadalupe, Nuevo León entre 1997 y 2000. Obtuvo una Licenciatura en Ciencias Políticas y Administración Pública en la Universidad Autónoma de Nuevo León, y más tarde una Maestría en Ciencias Políticas en la misma institución educativa. Se vinculó al ámbito de la política en 1993 como coordinador de logística y seguridad del candidato a la alcaldía del municipio de Guadalupe.

### Carrera

#### Década de 1990
Al convertirse en presidente municipal de Guadalupe, Jesús María Elizondo González nombró a Benavides director de la Policía Municipal, cargo que desempeñó hasta la siguiente campaña electoral en la que su padre resultó elegido como alcalde del municipio. Ingresó al Partido Acción Nacional (PAN) en 1995 y ese mismo año fundó la compañía Alfa Consultoría, en la que continuó su labor como operador de campañas políticas. Ofició como coordinador general de campaña de su padre Rogelio Benavides Chapa, quien en 1997 se convirtió en alcalde electo de Guadalupe.

#### Décadas de 2000 y 2010
Entre 2004 y 2005, Benavides se desempeñó como Delegado Federal de la Secretaría de Gobernación de Nuevo León. Luego de estar vinculado al PAN durante diez años, en 2006 renunció al partido y se integró a la campaña presidencial del candidato de izquierda Andrés Manuel López Obrador en la alianza Coalición Por el Bien de Todos, bajo la dirección del licenciado Manuel Camacho Solís. López Obrador obtuvo la segunda votación más alta en los comicios, en los que Felipe Calderón Hinojosa fue elegido Presidente de la República.
Entre 2012 y 2015, Benavides ofició como Regidor por el Partido del Trabajo en Guadalupe y paralelamente se encargó de coordinar áreas electorales en la campaña presidencial de López Obrador, en la que nuevamente se obtuvo el segundo lugar. En 2015 se desempeñó como coordinador de campaña de Jaime Rodríguez Calderón, más conocido como «El Bronco», para la Gobernatura de Nuevo León. Ese mismo año fue nombrado Secretario de Administración de Gobierno del Estado de Nuevo León. Tras llevar algunos meses en el cargo, Benavides decidió renunciar debido a la controversia generada por la compra de 200 mil cobertores a sobreprecio a una supuesta empresa fantasma. Tras la respectiva investigación, Benavides fue liberado de responsabilidad penal por la Subprocuraduría Anticorrupción en 2016. Ese mismo año, Benavides se convirtió en asesor general de campaña de Francisco García Cabeza de Vaca para la Gobernatura de Tamaulipas, en la que obtuvo el 50,15% de la votación total. Acto seguido empezó a desempeñarse como jefe de asesores del nuevo gobernador.
En la actualidad, Benavides ejerce como consultor político y social de diferentes actores nacionales. Durante su trayectoria ha coordinado y asesorado más de 120 campañas políticas en más de 20 estados en su país.